# Vellitor
Vellitor és un gènere de peixos pertanyent a la família dels còtids.

## Taxonomia
- Vellitor centropomus (Richardson, 1848)[2]
- Vellitor minutus (Iwata, 1983)[3][4][5][6][7][8]